# Seventh Son of a Seventh Son
Albums de Iron Maiden
Somewhere in Time
(1986) Maiden England
(1989)
Singles
1. Can I Play with Madness
2. The Evil that Men Do
3. The Clairvoyant
4. Infinite Dreams

Seventh Son of a Seventh Son est le septième album studio du groupe de heavy metal britannique Iron Maiden, sorti le 11 avril 1988, c'est un album-concept inspiré notamment du folklore anglo-saxon et du roman Le Septième Fils.
Cet album représente un des plus gros travail du groupe et demeure probablement le plus perfectionné. L'album atteindra d'ailleurs la première position des charts britanniques à sa première semaine de parution, grâce aux chansons Can I Play with Madness, The Clairvoyant ainsi que The Evil that Men Do.

## Album
Seventh Son of a Seventh Son fut le dernier album avec le guitariste Adrian Smith jusqu'en 2000 avec l'album Brave New World (il a écrit une chanson que Bruce Dickinson a terminé pour l'album suivant No Prayer for the Dying, intitulée Hooks in You).
The Clairvoyant a été la première chanson écrite pour l'album. Selon Steve Harris, les paroles de la chanson ont été inspirées par la mort de la spiritualiste Doris Stokes, disant : « If she were really clairvoyant, if she were really able to see the future, wouldn't she have been able to forsee her own death? ».
Au moins cinq des chansons de l'album (Moonchild, Infinite Dreams, Seventh Son of a Seventh Son, The Prophecy et The Clairvoyant) peuvent être directement liées à une histoire principale lyrique inspirée par le concept du folklore.
Lyriquement, l'album se concentre sur quelques principales idées philosophiques : le bien contre le mal, le mysticisme, la vision prophétique, la réincarnation et la vie après la mort. La quasi-totalité de l'album contient des références directes ou indirectes aux questions considérant à ces concepts et se réfère poétiquement aux réponses.
Stylistiquement, Seventh Son of a Seventh Son développe les premiers sons entendus sur Somewhere in Time (1986), et continue avec l'exploration des paroles du groupe de sujets liés au mysticisme, la puissance et l'occultisme.
Moonchild est une chanson inspirée par la magie et est tirée du Liber Samekh de l'écrivain et occultiste britannique Aleister Crowley.
L'album a débuté à la 1re place aux charts britannique (le premier album accédant à la première place depuis The Number of the Beast) et 12e aux États-Unis. Les singles Can I Play with Madness, The Evil that Men Do, The Clairvoyant et Infinite Dreams se sont classés respectivement aux 3e, 5e, 6e et 6e positions. De toutes les chansons de l'album, The Evil that Men Do, The Clairvoyant et Can I Play with Madness sont jouées dans presque tous les concerts depuis la tournée 7th Tour of a 7th Tour.

## Liste des titres
| No | Titre                        | Crédit(s)                                   | Durée |
| -- | ---------------------------- | ------------------------------------------- | ----- |
| 1. | Moonchild                    | Bruce Dickinson, Adrian Smith               | 5:40  |
| 2. | Infinite Dreams              | Steve Harris                                | 6:08  |
| 3. | Can I Play with Madness      | Steve Harris, Bruce Dickinson, Adrian Smith | 3:49  |
| 4. | The Evil that Men Do         | Steve Harris, Bruce Dickinson, Adrian Smith | 4:34  |
| 5. | Seventh Son of a Seventh Son | Steve Harris                                | 9:53  |
| 6. | The Prophecy                 | Steve Harris, Dave Murray                   | 5:05  |
| 7. | The Clairvoyant              | Steve Harris                                | 4:27  |
| 8. | Only the Good Die Young      | Steve Harris, Bruce Dickinson               | 4:42  |

## Musiciens
- Bruce Dickinson : chant
- Dave Murray : guitare

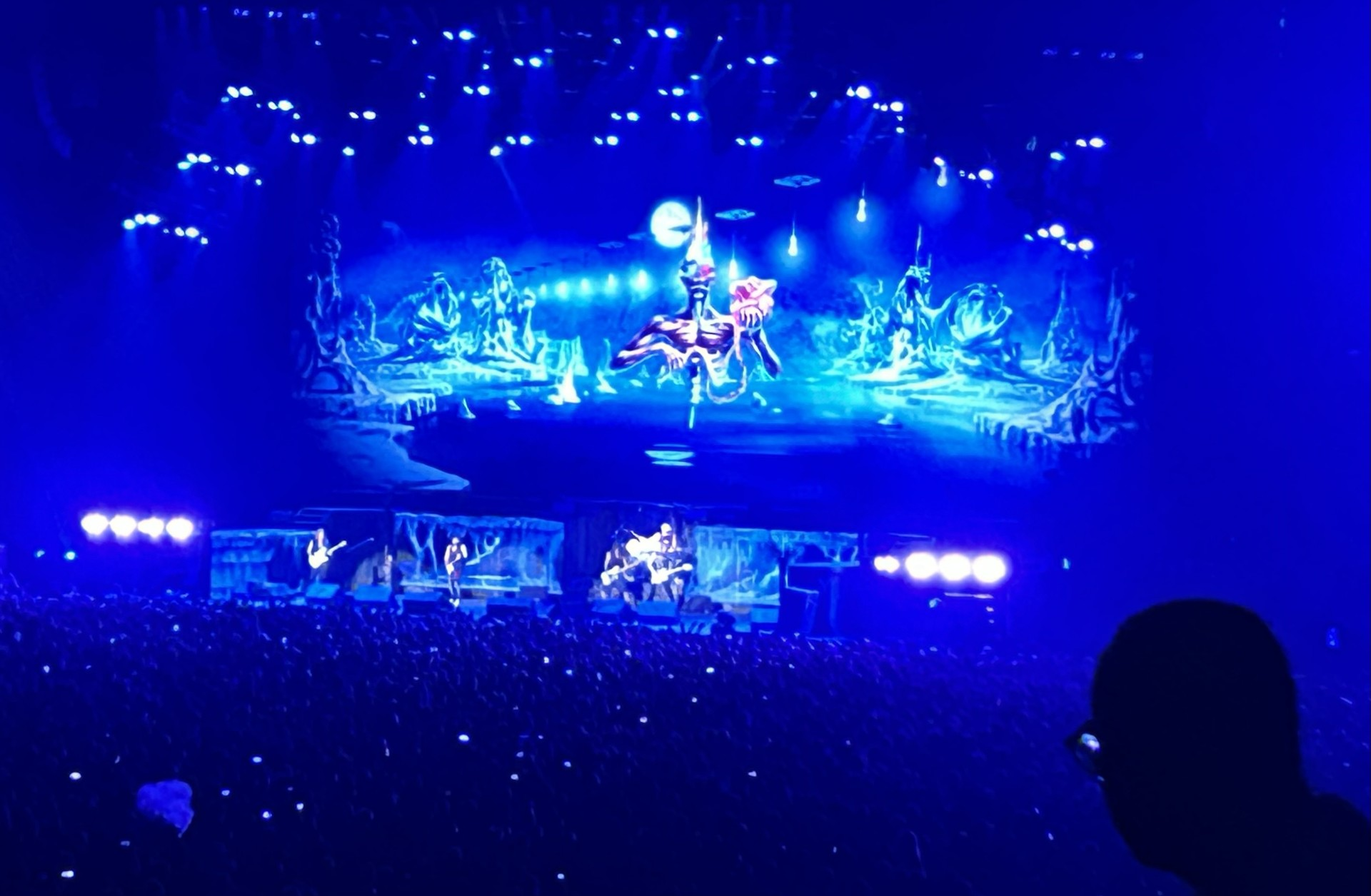
Le groupe jouant Seventh Son of a Seventh Son en concert en 2025.

- Adrian Smith : guitare, guitare synthétiseur (en)
- Steve Harris : basse, synthétiseur de cordes
- Nicko McBrain : batterie

## Singles
Quatre singles en ont été extraits. Ce sont successivement :
1. Can I Play with Madness, 26 mars 1988. (Position de première semaine #3)
2. The Evil that Men Do, 13 août 1988. (Position de première semaine #5)
3. The Clairvoyant (live), 7 novembre 1988. (Position de première semaine #6)
4. Infinite Dreams (live), 6 novembre 1989.(Position de première semaine #6)

Pour les deux derniers, il s'agit en fait de deux extraits de performances live (The Clairvoyant vient d'un spectacle donné au festival Monsters of Rock à Donington Park en août 1988, et Infinite Dreams vient de la vidéo live Maiden England filmée en novembre 1988).

### Réédition 1998
Lors de la réédition des albums du groupe en 1998, le groupe a retravaillé la pochette de l'album.
Il y fut aussi ajouté une section multimédia reprenant quatre clips :
1. Can I Play with Madness
2. The Evil that Men Do
3. The Clairvoyant (live)
4. Infinite Dreams (live)

## Charts
| Pays             | Chart              | Position | Réf    |
| ---------------- | ------------------ | -------- | ------ |
| États-Unis       | Billboard 200      | 12       | [ 4 ]  |
| Royaume-Uni      | UK Singles Chart   | 1        | [ 5 ]  |
| Autriche         | Ö3 Austria Top 40  | 6        | [ 6 ]  |
| Suisse           | Swiss Music Charts | 2        | [ 7 ]  |
| Suède            | Sverigetopplistan  | 3        | [ 8 ]  |
| Norvège          | VG-lista           | 3        | [ 9 ]  |
| Nouvelle-Zélande | Rianz              | 3        | [ 10 ] |